# Museum van Geneeskrachtige Planten en Farmacie
Het Museum van Geneeskrachtige Planten en Farmacie (Frans: Musée des Plantes médicinales et de la Pharmacie) is een museum in Elsene in het Brussels Hoofdstedelijk Gewest. Het maakt deel uit van de Université libre de Bruxelles en is gevestigd in de gang van het Instituut voor Farmacie.
In rond tachtig presentatiekasten worden geneeskrachtige planten en monsters uit de gehele wereld thematisch getoond. Er wordt ingegaan op de geschiedenis van de planten, het gebruik door de mens, de actieve bestanddelen en de plek in de geneeskunde. Daarnaast worden allerlei planten en geneesmiddelen met elkaar vergeleken en worden schilderijen, foto's, affiches en didactische voorwerpen getoond.
Er zijn achttien thema's die afgeleid zijn van magiërs, de Bijbel of werken van bekende schrijvers en filosofen als Goethe, Shakespeare, La Fontaine en Molière. Voorbeelden van thema's in het museum zijn Planten in de kloostertuinen, Van de berkenschors tot de aspirine en Van een moordende oogst tot een oogst aan geneesmiddelen.